# Escaphiella viquezi
Escaphiella viquezi là một loài nhện trong họ Oonopidae.
Loài này thuộc chi Escaphiella. Escaphiella viquezi được miêu tả năm 2009 bởi Norman I. Platnick & Dupérré.